# Acanthops onorei
Acanthops onorei är en bönsyrseart som beskrevs av Atilio Lombardo och Ippolito 2004. Acanthops onorei ingår i släktet Acanthops och familjen Acanthopidae. Inga underarter finns listade i Catalogue of Life.